# Nycternyssa eidmanni
Nycternyssa eidmanni är en mångfotingart som först beskrevs av Karl Wilhelm Verhoeff 1942.  Nycternyssa eidmanni ingår i släktet Nycternyssa och familjen kamjordkrypare. Inga underarter finns listade i Catalogue of Life.